# Mimas (maan)
Mimas is een maan van Saturnus. De maan werd in 1789 ontdekt door William Herschel. Mimas' lage dichtheid (1,17 g/cm3) is een aanwijzing dat de maan voor een groot deel uit bevroren water bestaat, met maar een kleine hoeveelheid steen. Mimas is een herdermaan die de oorzaak is van de Cassinischeiding.
Het meest opvallende kenmerk van Mimas is een grote inslagkrater met een doorsnede van 130 km, genaamd Herschel, naar de ontdekker van de maan. Herschel beslaat bijna 1/3 deel van de diameter van de gehele maan. De rand is ongeveer 5 km hoog, de diepste delen zijn wel 10 km diep, en de centrale berg is 6 km hoog. Als er een krater van vergelijkbare grootte op de Aarde te vinden was, dan zou deze een diameter van 4000 km hebben, breder dan Canada. De inslag die deze krater veroorzaakte heeft waarschijnlijk Mimas bijna uiteengeslagen; aan de andere kant van de maan zijn scheuren te zien die mogelijk zijn veroorzaakt door schokgolven van de inslag die door de volledige maan zijn gegaan.
Het oppervlak is bedekt met kleinere inslagkraters, maar geen van deze zijn ook maar enigszins de grootte van Herschel. Mimas wordt ook wel vergeleken met de Death Star uit de film Star Wars. Hoewel Mimas bedekt is met kraters, zijn zij niet evenredig verdeeld over het oppervlak. Het grootste deel van het oppervlak is bedekt met kraters met een doorsnede van meer dan 40 km, echter in het zuidelijk poolgebied zijn kraters groter dan 20 km bijna niet te vinden. Dit is een aanwijzing dat in deze gebieden er een proces gaande is dat de grotere kraters heeft verwijderd. Ook is het mogelijk dat Mimas slechts van één kant is geraakt. Het gruis van de ring van Saturnus draait immers in één richting.

## Naam
De maan is vernoemd naar Mimas een gigant uit de Griekse mythologie. Een andere naam voor deze maan is Saturnus I.

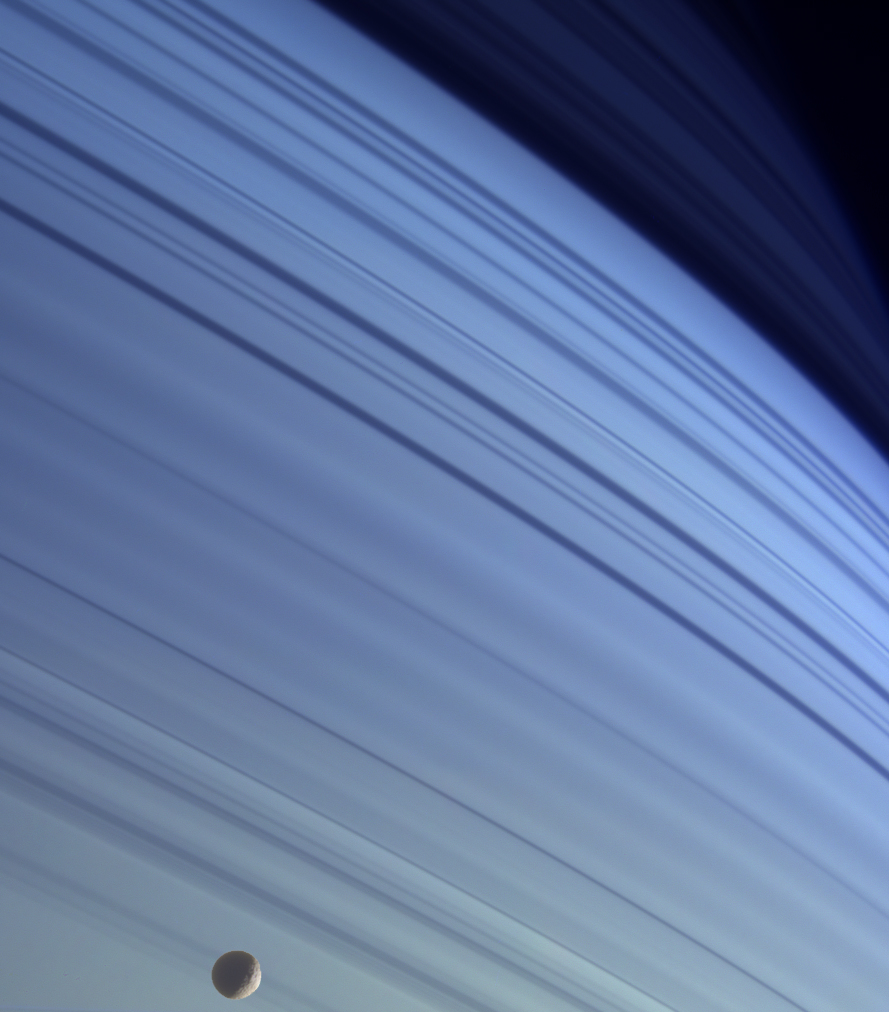
Mimas en de ringen van Saturnus